# The Gambler's Charm
The Gambler's Charm er en amerikansk stumfilm fra 1910.